# Eishockey-Weltmeisterschaft 1957
Die 24. Eishockey-Weltmeisterschaft und 35. Eishockey-Europameisterschaft fand vom 24. Februar bis zum 5. März 1957 in Moskau (Sowjetunion) statt. Austragungsorte waren der Lenin-Sportpalast (Дворец спорта Центрального стадиона им. Ленина), das Dynamo-Stadion sowie das Leninstadion (БСА Центрального стадиона им. Ленина). Aufgrund der Nutzung sehr großer, offener Fußballstadien konnten große Zuschauermengen die Spiele verfolgen. Beim letzten Spiel des Turniers wurde mit 50.000 Zuschauern, manche Quellen sprechen auch von 55.000 Zuschauern, eine neue Weltbestmarke für Eishockeyspiele aufgestellt.
Die erste Eishockey-WM auf sowjetischem Boden wurde vom Boykott zahlreicher westlicher Eishockeyverbände, darunter jenem des mehrfachen Weltmeisters Kanada, überschattet, die damit gegen die sowjetische Niederschlagung des Ungarnaufstandes vom Oktober 1956 protestierten. Um das reduzierte Teilnehmerfeld aufzufüllen, wurden Eishockey-Teams eingeladen, die nicht für das Turnier qualifiziert gewesen waren. Dazu gehörten neben Österreich auch die Mannschaften Japans und der DDR, die in Moskau beide ihre WM-Premiere feierten. Zudem litt der sportliche Wert des Turniers, das sich durch große Leistungsunterschiede zwischen den Teilnehmern auszeichnete. Die deutsche Mannschaft konnte neben den Japanern die qualifizierten A-Gruppen-Mannschaften aus Polen und Österreich hinter sich lassen. Gastgeber und Topfavorit UdSSR konnte von der Abwesenheit seines härtesten Konkurrenten aus Kanada nicht profitieren und musste am Ende Schweden den Vortritt lassen. Die Skandinavier sicherten sich somit ihren zweiten WM- und achten EM-Titel.

## Spiele

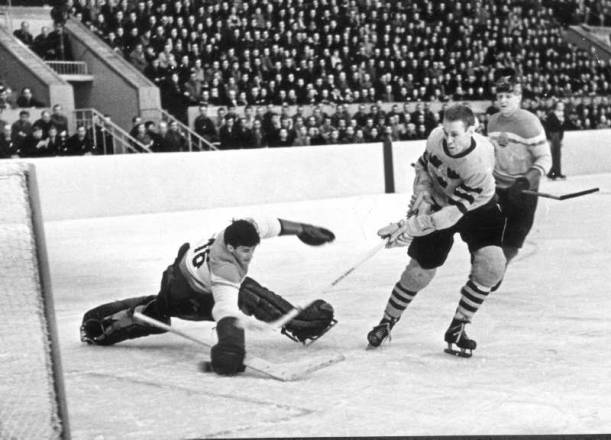
Sven Tumba Johansson erzielt das 2:0 gegen die DDR, 24. Februar 1957

| 24. Februar 1957 13:30 Uhr (Ortszeit) | Schweden Eilert Määttä (7.) Sven Johansson (12.) Vilgot Larsson (13.) Valter Åhlén (18.) Nils Nilsson (20.) Erling Lindström (21.) Nils Nilsson (33.) Lars-Eric Lundvall (35.) Nils Nilsson (36.) Sven Johansson (38.) Lars Björn (54.) | 11:1 (5:0, 5:0, 1:1) | DDR Hans-Joachim Rudert (51.) | Lenin-Sportpalast, Moskau Zuschauer: 13.500 |

| 24. Februar 1957 17:00 Uhr | UdSSR Alexander Tscherepanow (4.) Konstantin Loktew (12.) Wladimir Grebennikow (15.) Juri Pantjuchow (17.) Konstantin Loktew (22.) Weniamin Alexandrow (24., 24.) Wsewolod Bobrow (26.) Nikolai Sologubow (28.) Weniamin Alexandrow (37., 43.) Jewgeni Babitsch (51.) Nikolai Chlystow (53.) Juri Pantjuchow (53.) Alexander Tscherepanow (56.) Wsewolod Bobrow (59.) | 16:0 (4:0, 6:0, 6:0) | Japan | Lenin-Sportpalast, Moskau Zuschauer: 14.000 |

| 24. Februar 1957 19:00 Uhr | Finnland Yrjö Hakala (35., 39.) Voitto Soini (40., 58., 59.) | 5:3 (2:1, 1:1, 2:1) | Polen Rudolf Czech (11.) Szymon Janiczko (20.) Józef Kurek (24.) | Dynamo-Stadion, Moskau Zuschauer: 4.000 |

| 24. Februar 1957 21:00 Uhr | Tschechoslowakei Slavomír Bartoň (4.) Ladislav Grabowski (4.) Miloslav Šašek (13.) Slavomír Bartoň (16.) Jan Kasper (28.) Vilém Václav (35.) Karel Gut (42.) František Vaněk (42.) Vilém Václav (46.) | 9:0 (4:0, 2:0, 3:0) | Österreich | Dynamo-Stadion, Moskau Zuschauer: 5.000 |

| 25. Februar 1957 17:00 Uhr | Tschechoslowakei Miloš Vinš (3., 4.) Slavomír Bartoň (12.) Václav Pantůček (14.) Jiří Pokorný (15.) Miloš Vinš (18.) Miroslav Vlach (21.) František Vaněk (27.) Karel Gut (31.) Slavomír Bartoň (15.) Vilém Václav (38.) Slavomír Bartoň (45.) Jiří Pokorný (49., 52.) Miroslav Vlach (54.) | 15:1 (6:1, 5:0, 4:0) | DDR Hans-Joachim Rudert (12.) | Lenin-Sportpalast, Moskau Zuschauer: 5.000 |

| 25. Februar 1957 19:00 Uhr | UdSSR Alexander Tscherepanow (4.) Weniamin Alexandrow (5.) Alexei Guryschew (10.) Wsewolod Bobrow (15., 22.) Alexei Guryschew (23.) Wsewolod Bobrow (37.) Konstantin Loktew (34.) Wsewolod Bobrow (48.) Alexei Guryschew (50.) Konstantin Loktew (52.) | 11:1 (4:0,4:0,3:1) | Finnland Risto Aaltonen (56.) | Lenin-Sportpalast, Moskau Zuschauer: 6.000 |

| 25. Februar 1957 21:00 Uhr | Schweden Erling Lindström (12., 17., 29.) Lars Björn (35.) Nils Nilsson (48.) Sven Johansson (50.) Lars Björn (53.) Lars-Eric Lundvall (58.) | 8:3 (2:1, 2:2, 4:0) | Polen Bronislaw Gosztyla (12.) Zdzislaw Nowak (30.) Werner Kadow (33.) | Dynamo-Stadion, Moskau Zuschauer: 2.000 |

| 26. Februar 1957 19:30 Uhr | Österreich Rudolf Monitzer (15.) Walter Znenahlik (16.) Tošiniko Jamada (60., Eigentor) | 3:3 (2:0, 0:3, 1:0) | Japan Mičio Sugawara (23.) Tošihiko Emori (24.) Kazuo Watanabe (29.) | Lenin-Sportpalast, Moskau Zuschauer: 1.500 |

| 27. Februar 1957 17:00 Uhr | Finnland Teppo Rastio (9.) Jorma Salmi (10.) Yrjö Hakala (11., 22.) Teppo Rastio (50.) | 5:3 (3:1, 1:1, 1:1) | DDR Kurt Stürmer (19.) Manfred Buder (24.) Helmut Senftleben (60.) | Dynamo-Stadion, Moskau Zuschauer: 18.000 |

| 27. Februar 1957 19:00 Uhr | Tschechoslowakei | 0:2 (0:0, 0:1, 0:1) | Schweden Sven Johansson (30.) Ronald Pettersson (60.) | Lenin-Stadion, Moskau Zuschauer: 25.000 |

| 27. Februar 1957 19:30 Uhr | Polen Józef Kurek (3.) Kazimierz Chodakowski (31.) Zdzislaw Nowak (35.) Stefan Csorich (43.) Zdzislaw Nowak (46.) Józef Kurek (47.) Zdzislaw Nowak (49.) Rudolf Czech (55.) | 8:3 (1:1, 2:2, 5:0) | Japan Tošiniko Jamada (10.) Isao Ono (33.) Takeši Kikuči (39.) | Dynamo-Stadion, Moskau Zuschauer: 1.500 |

| 27. Februar 1957 21:30 Uhr | UdSSR Alexei Guryschew (3.) Konstantin Loktew (6.) Wsewolod Bobrow (8.) Juri Pantjuchow (9.) Iwan Tregubow (12.) Juri Pantjuchow (17.) Nikolai Sologubow (18.) Wsewolod Bobrow (19.) Iwan Tregubow (19.) Nikolai Chlystow (21.) Konstantin Loktew (23.) Wsewolod Bobrow (24., 25.) Nikolai Sologubow (27.) Juri Pantjuchow (34.) Iwan Tregubow (35.) Konstantin Loktew (37., 38.) Wsewolod Bobrow (40.) Juri Pantjuchow (56.) Alexander Tscherepanow (56.) Wsewolod Bobrow (59.) | 22:1 (9:0, 10:0, 3:1) | Österreich Rudolf Monitzer (60.) | Dynamo-Stadion, Moskau Zuschauer: 3.000 |

| 28. Februar 1957 19:30 Uhr | UdSSR Juri Pantjuchow (10.) Alexander Tscherepanow (31.) Konstantin Loktew (32.) Alexei Guryschew (34.) Genrich Sidorenkow (38.) Nikolai Sologubow (49.) Genrich Sidorenkow (50.) Nikolai Sologubow (55.) Wsewolod Bobrow (56.) Nikolai Sologubow (59.) | 10:1 (1:0, 4:1, 5:0) | Polen Kazimierz Chodakowski (37.) | Lenin-Sportpalast, Moskau Zuschauer: 6.000 |

| 28. Februar 1957 21:00 Uhr | Tschechoslowakei Vladimír Grabovský (36.) Jan Kasper (44.) Miloš Vinš (58.) | 3:0 (0:0, 1:0, 2:0) | Finnland | Dynamo-Stadion, Moskau Zuschauer: 4.000 |

| 1. März 1957 19:00 Uhr | Schweden Eilert Määttä (4.) Hans Öberg (16.) Erling Lindström (19.) Sigurd Bröms (27.) Ronald Pettersson (38.) Hans Öberg (44.) Eilert Määttä (49.) Lars-Eric Lundvall (55.) Hans Öberg (58., 59.) | 10:0 (3:0, 2:0, 5:0) | Österreich | Lenin-Sportpalast, Moskau Zuschauer: 3.000 |

| 1. März 1957 21:00 Uhr | Japan Takeši Kikuči (21.) Šiniči Honma (42.) | 2:9 (0:3, 1:2, 1:4) | DDR Wolfgang Blümel (2.) Erich Novy (5.) Wolfgang Nickel (5.) Wolfgang Blümel (33.) Kurt Stürmer (37., 44.) Hans-Joachim Rudert (50.) Günter Schischefski (53.) Wolfgang Blümel (60.) | Lenin-Sportpalast, Moskau Zuschauer: 8.000 |

| 2. März 1957 18:00 Uhr | Finnland Erkki Hytönen (2.) Teppo Rastio (3., 14.) Jorma Salmi (19.) Erkki Hytönen (22.) Matti Sundelin (26.) Jorma Salmi (34.) Matti Sundelin (37.) Teppo Rastio (43.) | 9:2 (4:2, 4:0, 1:0) | Österreich Walter Znenahlik (14.) Rudolf Monitzer (15.) | Lenin-Sportpalast, Moskau Zuschauer: 5.000 |

| 2. März 1957 21:00 Uhr | DDR Herbert Hönig (2.) Kurt Jablonski (9.) Erich Novy (23.) Kurt Stürmer (29.) Erich Novy (32.) Werner Künstler (51.) | 6:2 (2:1, 3:0, 1:1) | Polen Szymon Janiczko (5.) Rudolf Czech (42.) | Lenin-Sportpalast, Moskau Zuschauer: 1.500 |

| 2. März 1957 21:00 Uhr | Schweden Sven Johansson (4.) Nils Nilsson (9.) Sigurd Bröms (14.) Erling Lindström (16.) Ronald Pettersson (17.) Eilert Määttä (22.) Lars-Eric Lundvall (24.) Nils Nilsson (25.) Hans Öberg (25.) Nils Nilsson (29.) Sigurd Bröms (31.) Ronald Pettersson (33., 33.) Eilert Määttä (38.) Sven Johansson (39.) Sigurd Bröms (42.) Ronald Pettersson (47.) Hans Öberg (58.) | 18:0 (5:0, 10:0, 3:0) | Japan | Dynamo-Stadion, Moskau Zuschauer: 0250 |

| 2. März 1957 21:00 Uhr | Tschechoslowakei Václav Pantůček (28.) Jiří Pokorný (46.) | 2:2 (0:0, 1:1, 1:1) | UdSSR Nikolai Sologubow (32.) Alexei Guryschew (54.) | Lenin-Stadion, Moskau Zuschauer: 30.000 |

| 3. März 1957 13:00 Uhr | Polen Józef Kurek (5.) Werner Kadow (10., 12.) Józef Kurek (38., 60.) | 5:1 (3:0, 1:1, 1:0) | Österreich Rudolf Monitzer (24.) | Lenin-Sportpalast, Moskau Zuschauer: 1.000 |

| 4. März 1957 17:00 Uhr | Schweden Sigurd Bröms (14.) Nils Nilsson (14.) Lars-Eric Lundvall (28.) Eilert Määttä (30.) Ronald Pettersson (31.) Nils Nilsson (44.) Ronald Pettersson (49.) Lars-Eric Lundvall (58.) Ronald Pettersson (58.) | 9:3 (2:1, 3:1, 4:1) | Finnland Jorma Salmi (4.) Matti Lampainen (33.) Esko Luostarinen (48.) | Lenin-Sportpalast, Moskau Zuschauer: 2.000 |

| 4. März 1957 19:00 Uhr | Tschechoslowakei Václav Pantůček (4) František Tikal (3) Vilém Václav (3) Vladimír Grabovský (3) Miroslav Vlach (3) Stanislav Sventek (2) Miloš Vinš (2) Karel Gut (2) Slavomír Bartoň (2) Jiří Pokorný (1) | 25:1 (11:0, 7:0, 7:1) | Japan Jun Fujimori | Lenin-Sportpalast, Moskau Zuschauer: 3.000 |

| 4. März 1957 19:00 Uhr | UdSSR Wladimir Grebennikow (12., 27.) Nikolai Sologubow Witali Kostarew Alexander Tscherepanow Konstantin Loktew Wladimir Grebennikow (42.) Alexei Guryschew (44., 47.) Weniamin Alexandrow (48.) Konstantin Loktew (50.) Weniamin Alexandrow (56.) | 12:0 (1:0, 5:0, 6:0) | DDR | Dynamo-Stadion, Moskau Zuschauer: 3.000 |

| 5. März 1957 12:00 Uhr | DDR Hans Frenzel (4.) Wolfgang Nickel (41.) Heinz Kuczera (51.) | 3:1 (1:0, 0:1, 2:0) | Österreich Walter Znenahlik (14.) | Lenin-Sportpalast, Moskau Zuschauer: 0400 |

| 5. März 1957 14:00 Uhr | Finnland Jorma Salmi (24., 32.) Teppo Rastio (34.) Yrjö Hakala (58.) Mauno Nurmi (60.) | 5:2 (0:1, 3:1, 2:0) | Japan Tošihiko Emori (15.) Šiniči Honma (39.) | Dynamo-Stadion, Moskau Zuschauer: 0300 |

| 5. März 1957 14:00 Uhr | Tschechoslowakei Miroslav Vlach (4) Miloslav Šašek (2) Václav Pantůček Jiří Pokorný Vilém Václav Miloš Vinš Slavomír Bartoň Bohumil Prošek | 12:3 (3:1, 6:1, 3:1) | Polen Szymon Janiczko Józef Kurek Werner Kadow | Lenin-Sportpalast, Moskau Zuschauer: 1.000 |

| 5. März 1957 19:00 Uhr | UdSSR Weniamin Alexandrow (34.) Iwan Tregubow (38.) Nikolai Chlystow (39.) Nikolai Sologubow (40.) | 4:4 (0:2, 4:0, 0:2) Spielbericht | Schweden Nils Nilsson (11.) Erling Lindström (14.) Erling Lindström (43.) Eilert Määttä (50.) | Lenin-Stadion, Moskau Zuschauer: 50.000 (Weltrekord) |

## Abschlusstabelle der Weltmeisterschaft
| Pl.            |                  | Sp | S | U | N | Tore  | Diff. | Punkte |
| -------------- | ---------------- | -- | - | - | - | ----- | ----- | ------ |
| Goldmedaille   | Schweden         | 7  | 6 | 1 | 0 | 62:11 | +51   | 13:01  |
| Silbermedaille | UdSSR            | 7  | 5 | 2 | 0 | 77:09 | +68   | 12:02  |
| Bronzemedaille | Tschechoslowakei | 7  | 5 | 1 | 1 | 66: 9 | +57   | 11:03  |
| 4.             | Finnland         | 7  | 4 | 0 | 3 | 28:33 | −05   | 08:06  |
| 5.             | DDR              | 7  | 3 | 0 | 4 | 23:48 | −25   | 06:08  |
| 6.             | Polen            | 7  | 2 | 0 | 5 | 25:45 | −20   | 04:10  |
| 7.             | Österreich       | 7  | 0 | 1 | 6 | 08:61 | −53   | 01:13  |
| 8.             | Japan            | 7  | 0 | 1 | 6 | 11:84 | −73   | 01:13  |

## Meistermannschaften
| Weltmeister Schweden    | Thord Flodqvist, Yngve Casslind – Lars Björn, Vilgot Larsson, Roland Stoltz, Hans Svedberg – Anders Andersson, Sigurd Bröms, Hans Eriksson, Erling Lindström, Lars-Eric Lundvall, Eilert Määttä, Nisse Nilsson, Ronald Pettersson, Sven „Tumba“ Johansson, Valter Åhlén, Hans Öberg Trainer: Folke Jansson; Assistent und Generalmanager: Pelle Bergstrom                             |
| Silber UdSSR            | Nikolai Putschkow, Jewgeni Jorkin – Nikolai Sologubow, Iwan Tregubow, Pawel Schiburtowitsch, Genrich Sidorenkow – Alexander Uwarow, Wladimir Grebennikow, Witali Kostarew, Juri Pantjuchow, Alexei Guryschew, Nikolai Chlystow, Konstantin Loktew, Wenjamin Alexandrow, Alexander Tscherepanow, Wsewolod Bobrow, Jewgeni Babitsch Trainerstab: Arkadi Tschernyschow, Wladimir Jegorow |
| Bronze Tschechoslowakei | Karel Straka, Jiří Kulíček – Karel Gut, František Tikal, Jan Kasper, Stanislav Sventek, Stanislav Bacílek – Slavomír Bartoň, František Vaněk, Miroslav Vlach, Jiří Pokorný, Václav Pantůček, Vladimír Grabovský, Miloslav Šašek, Miloš Vinš, Vilém Václav, Bohumil Prošek Trainerstab: Vladimír Kostka, Bohumil Rejda                                                                 |
| 4. Finnland             | Yrjö Hakala, Voitto Soini, Risto Aaltonen, Jorma Salmi, Teppo Rastio, Mauno Nurmi, Matti Lampainen, Esko Luostarinen, Erkki Hytönen, Matti Sundelin, Aki Salonen, Olli Knuutinen, Raimo Kilpiö, Pertti Nieminen, Erkki Koiso, Unto Wiitala, Esko Niemi |
| 5. DDR                  | Günter Katzur, Hans Mack, Helmut Senftleben, Heinz Kuczera, Werner Heinicke, Günter Schischefski, Lothar Zoller, Kurt Stürmer, Hans-Joachim Rudert, Kurt Jablonski, Werner Künstler, Manfred Buder, Erich Novy, Wolfgang Nickel, Hans Frenzel, Wolfgang Blümel, Herbert Hönig |

## Abschlussplatzierung der Europameisterschaft
| RF             | Team             |
| -------------- | ---------------- |
| Goldmedaille   | Schweden         |
| Silbermedaille | UdSSR            |
| Bronzemedaille | Tschechoslowakei |
| 04.            | Finnland         |
| 05.            | DDR              |
| 06.            | Polen            |
| 07.            | Österreich       |

## Auszeichnungen
| Bester Torhüter:    | Karel Straka         |
| Bester Verteidiger: | Nikolai Sologubow    |
| Bester Stürmer:     | Sven Tumba Johansson |

## Beste Scorer
| #  | Spieler           | Tore | Assists | Punkte |
| -- | ----------------- | ---- | ------- | ------ |
| 1. | Konstantin Loktew | 11   | 7       | 18     |
| 2. | Nisse Nilsson     | 10   | 6       | 16     |
| 3. | Ronald Pettersson | 9    | 7       | 16     |
| 4. | Wsewolod Bobrow   | 12   | 1       | 13     |
| 5. | Alexei Guryschew  | 8    | 5       | 13     |

## Kader der deutschen Mannschaft
| Nr                                         | Spieler                 | Spiele | Tore       | Vorlagen   | Punkte     | Strafmin. |
| Tor:                                       | Tor:                    | Tor:   | Tor:       | Tor:       | Tor:       | Tor:      |
| ------------------------------------------ | ----------------------- | ------ | ---------- | ---------- | ---------- | --------- |
| 16                                         | Günter Katzur           | 6      | 26 Paraden | 26 Paraden | 26 Paraden | 2         |
| 17                                         | Hans Mack               | 2      | 22 Paraden | 22 Paraden | 22 Paraden | 0         |
| Verteidiger:                               |                         |        |            |            |            |           |
| 5                                          | Helmut Senftleben       | 7      | 1          | 0          | 1          | 0         |
| 2                                          | Heinz Kuczera           | 7      | 1          | 0          | 1          | 2         |
| 3                                          | Werner Heinicke         | 7      | 0          | 0          | 0          | 0         |
| 1                                          | Günter Schischefski (C) | 5      | 1          | 0          | 1          | 0         |
| 4                                          | Lothar Zoller           | 4      | 0          | 0          | 0          | 2         |
| Stürmer:                                   |                         |        |            |            |            |           |
| 14                                         | Kurt Stürmer            | 7      | 4          | 2          | 6          | 4         |
| 13                                         | Hans-Joachim Rudert     | 7      | 3          | 0          | 3          | 0         |
| 10                                         | Kurt Jablonski          | 7      | 1          | 1          | 2          | 6         |
| 9                                          | Werner Künstler         | 7      | 1          | 0          | 1          | 0         |
| 7                                          | Manfred Buder           | 7      | 1          | 0          | 1          | 4         |
| 8                                          | Erich Novy              | 6      | 3          | 0          | 3          | 2         |
| 6                                          | Wolfgang Nickel         | 6      | 2          | 0          | 2          | 0         |
| 11                                         | Hans Frenzel            | 6      | 1          | 0          | 1          | 0         |
| 12                                         | Wolfgang Blümel         | 4      | 3          | 3          | 6          | 0         |
| 15                                         | Herbert Hönig           | 4      | 1          | 0          | 1          | 0         |
| Trainer: Gerhard Kießling, Günther Lehnigk |                         |        |            |            |            |           |

## Briefmarkenserie

Briefmarkenserie der UdSSR, 1957
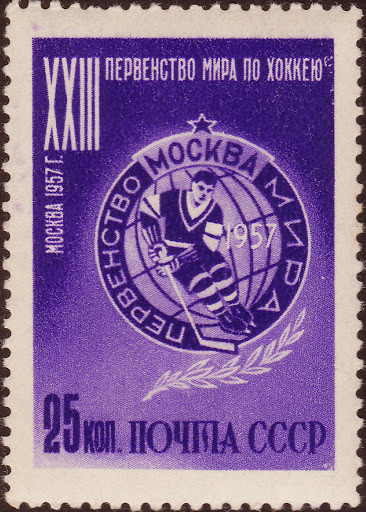
25 Kopeken
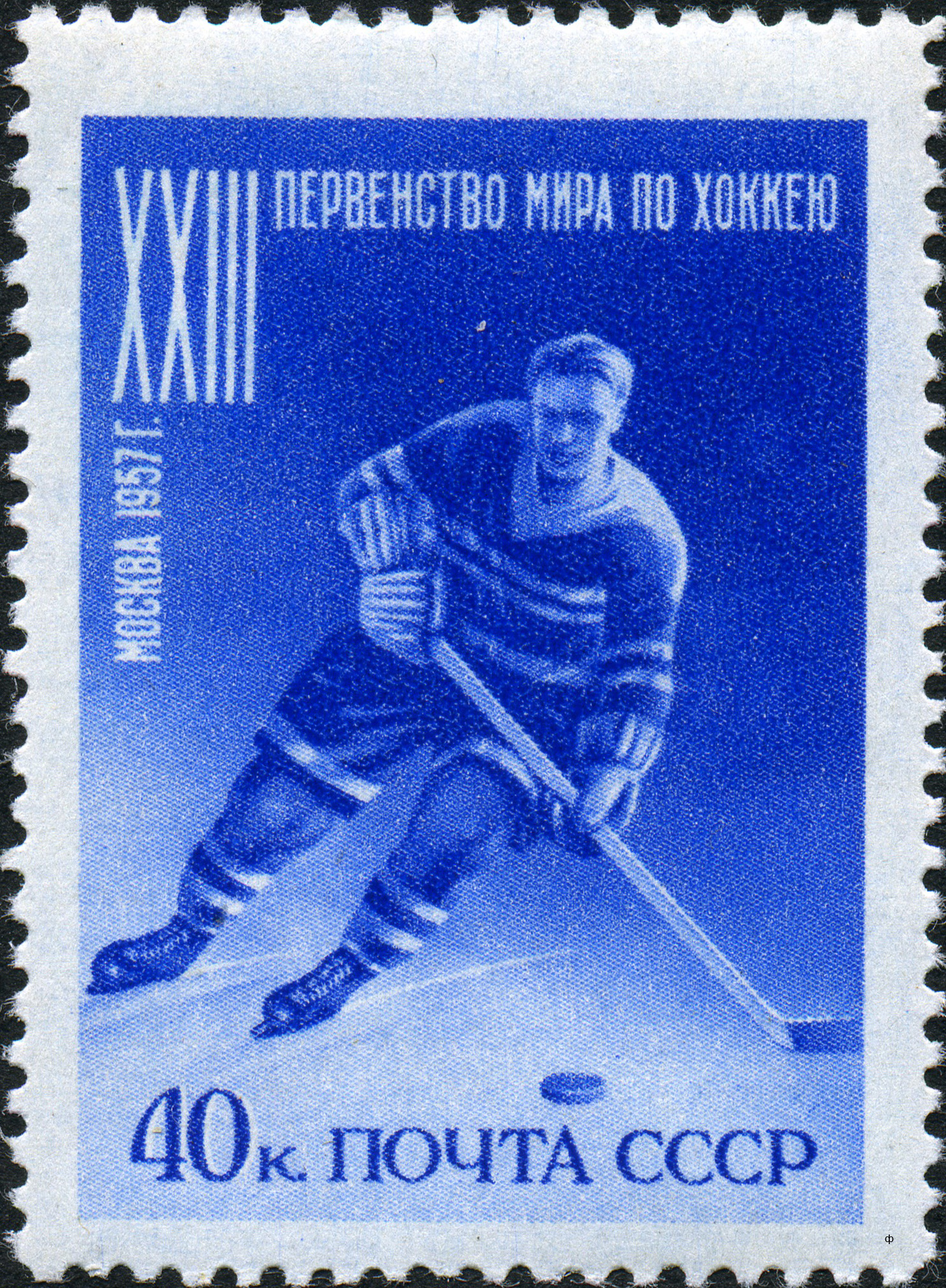
40 Kopeken
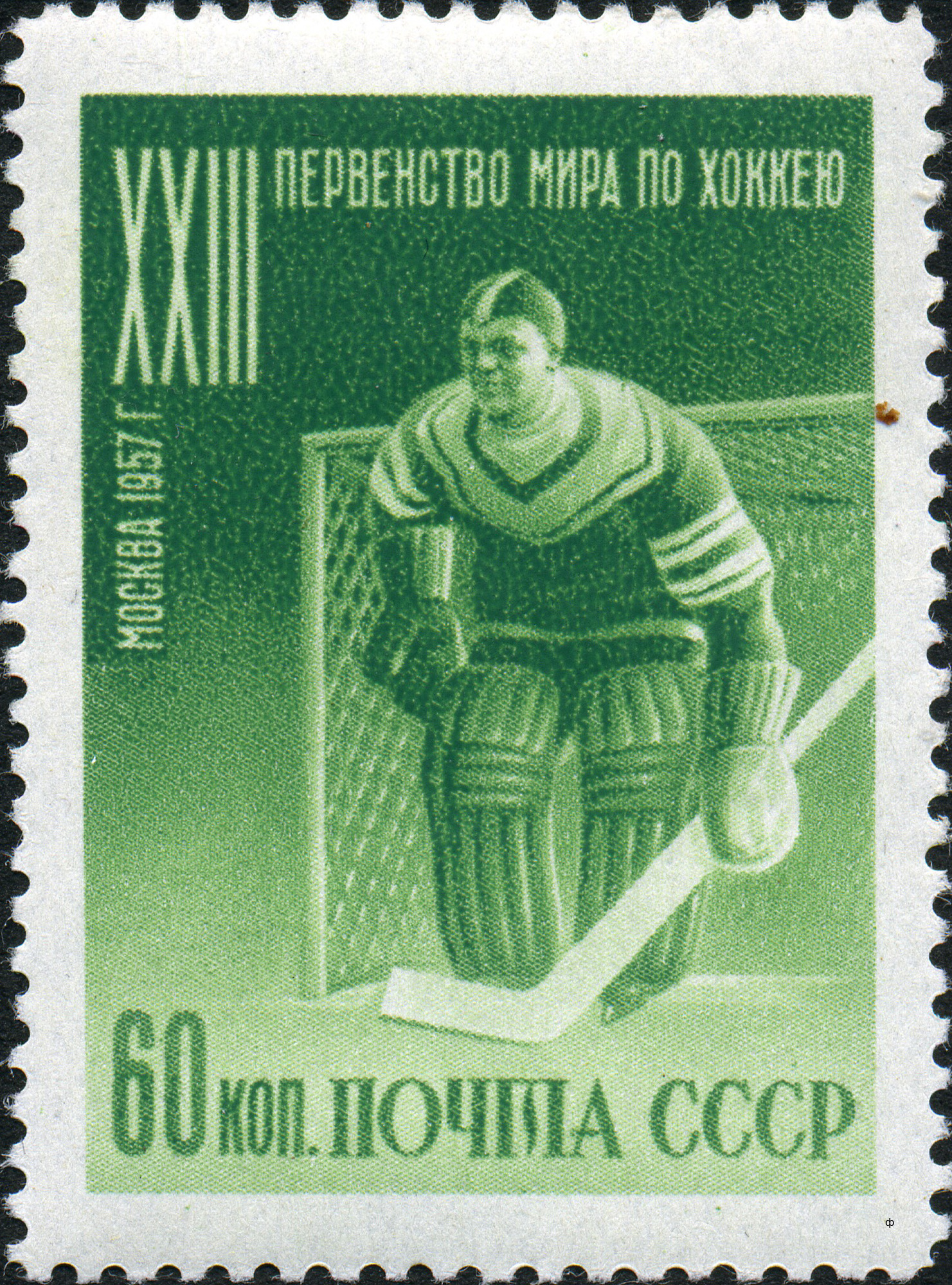
60 Kopeken